# Jablonné v Podještědí
Jablonné v Podještědí (1901 bis 1946 Německé Jablonné, deutsch: Deutsch Gabel, bis 1901 Gabel) ist eine Stadt in Tschechien.

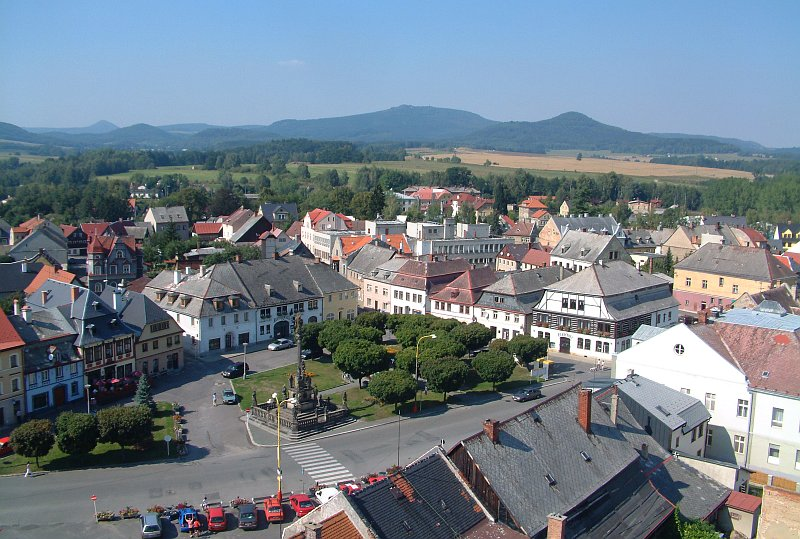
Stadt und Umgebung

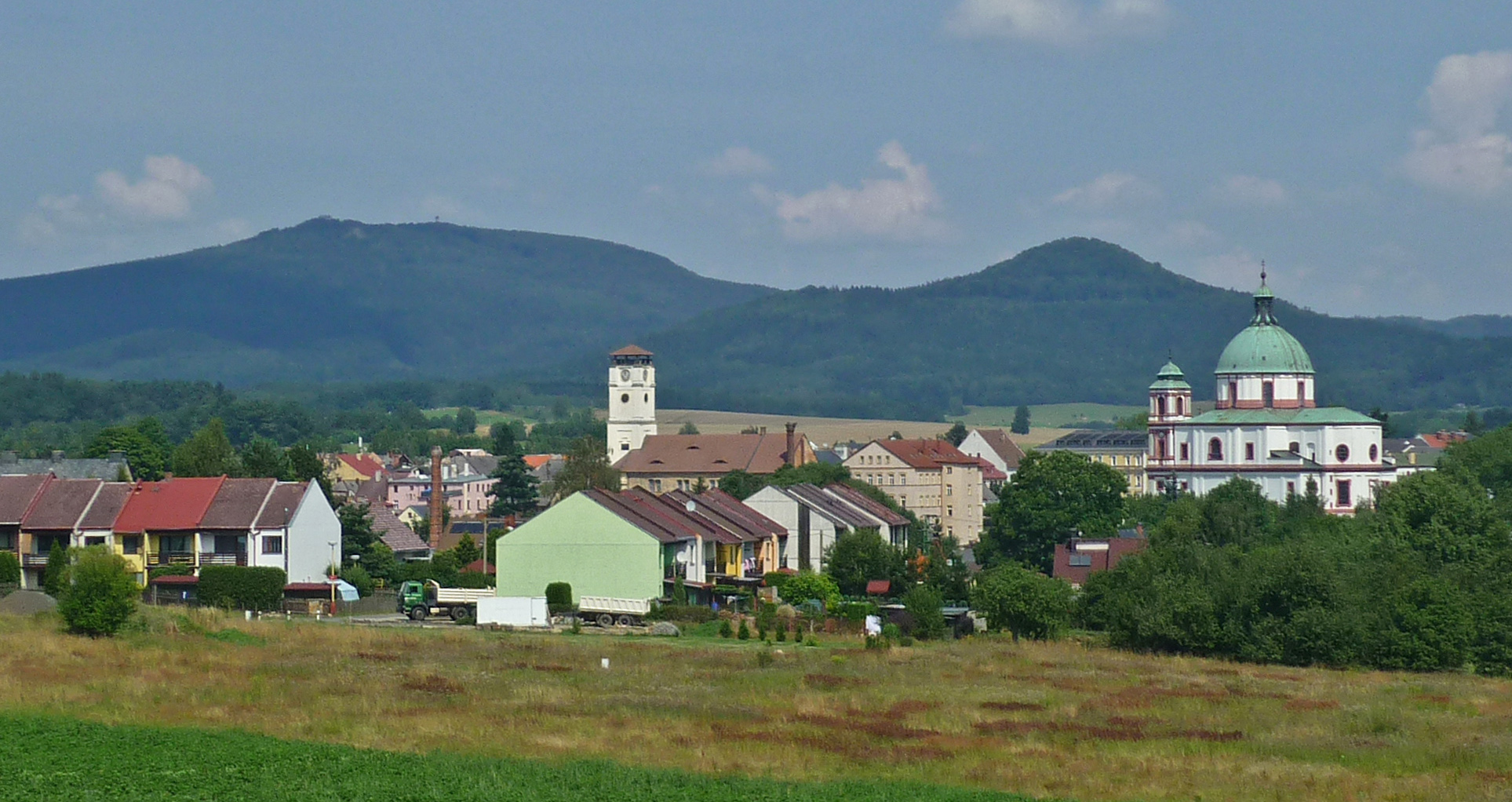
Panorama der vom Hochwald im Zittauer Gebirge umgebenen Stadt

## Geographie

### Geographische Lage
Die Stadt liegt im Norden Böhmens am Fuße des Lausitzer Gebirges an der Europastraße 442 zwischen Nový Bor (Haida) und Liberec (Reichenberg) am Panenský potok (Jungfernbach).

### Stadtgliederung
Die Stadt Jablonné v Podještědí besteht aus den Ortsteilen Česká Ves (Böhmischdorf), Heřmanice v Podještědí (Hermsdorf), Jablonné v Podještědí (Deutsch Gabel), Kněžice (Großherrndorf), Lada v Podještědí (Laaden, auch Laden), Lvová (Lämberg), Markvartice (Markersdorf), Petrovice (Petersdorf), Pole (Felden), Postřelná (Postrum), Valdov (Waldau) und Zámecká (Neufalkenburg). Grundsiedlungseinheiten sind Česká Ves, Heřmanice v Podještědí, Jablonné v Podještědí, Kněžice, Kněžičky (Kleinherrndorf), Lada v Podještědí, Lvová, Markvartice, Petrovice, Pole, Postřelná, Valdov, Zámecká, Židovice (Jüdendorf) und Zpěvná (Vogelgesang).
Das Gemeindegebiet gliedert sich in die Katastralbezirke Česká Ves v Podještědí, Heřmanice v Podještědí, Jablonné v Podještědí, Kněžice v Lužických horách, Lvová, Markvartice v Podještědí, Petrovice v Lužických horách und Postřelná.

### Nachbarorte
| Krompach (Krombach)                                        | Oybin, Zittau                                               | Hrádek nad Nisou (Grottau)                                 |
| Mařenice (Großmergthal), Kunratice u Cvikova (Kunnersdorf) | Kompassrose, die auf Nachbargemeinden zeigt                 | Rynoltice (Ringelshain), Janovice v Podještědí (Johnsdorf) |
| Velký Valtinov (Groß Walten)                               | Brniště (Brims), Stráž pod Ralskem (Wartenberg am Rollberg) | Dubnice (Hennersdorf)                                      |

## Geschichte

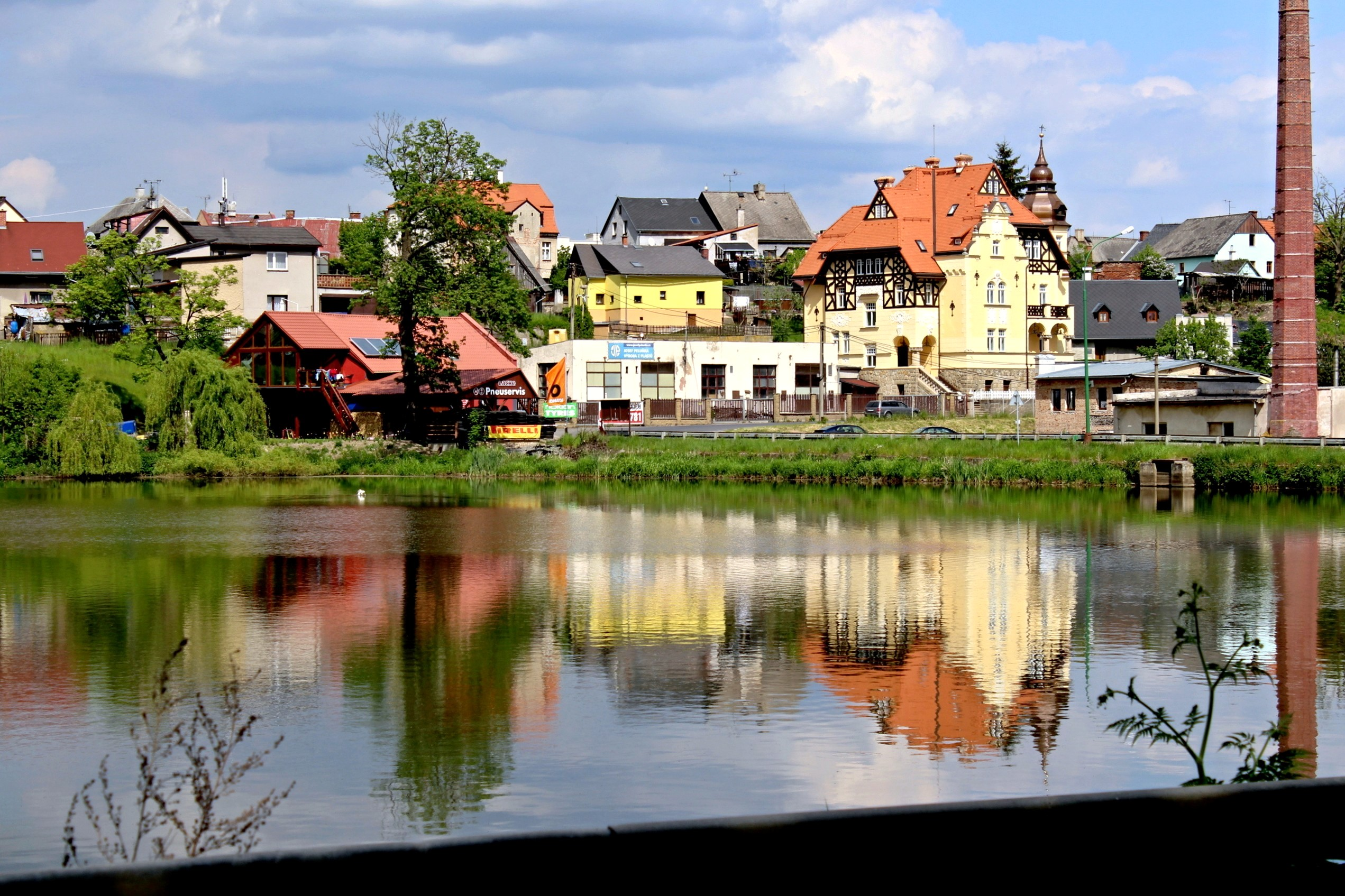
Gebäude der Altstadt

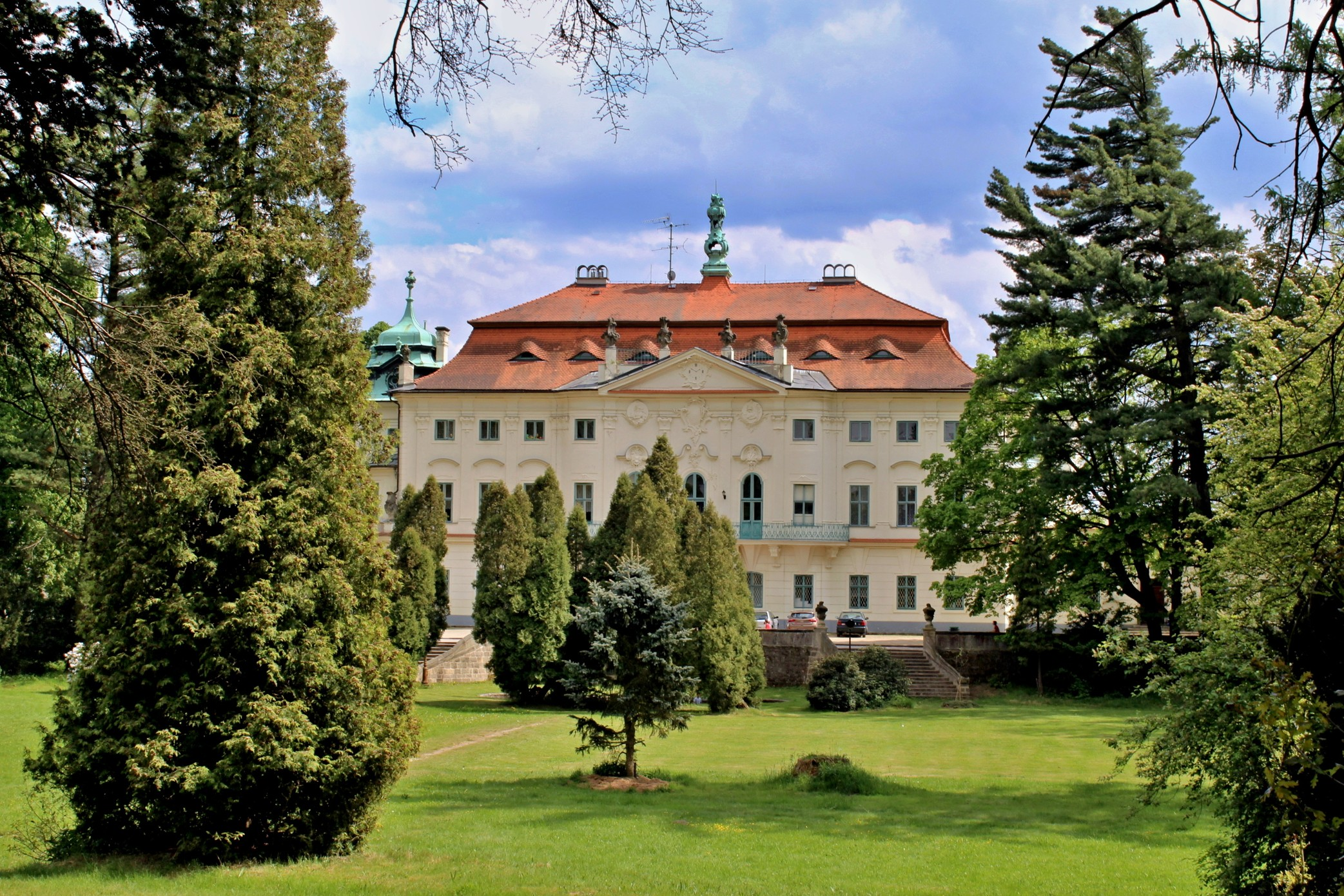
Schloss Neu Falkenburg

Jablonné ist eine der ältesten Städte Nordböhmens. Sie liegt an der Gabler Straße, einer alten Handelsstraße, die von der Oberlausitz über Zittau und das Zittauer Gebirge nach Prag verläuft. Die Ansiedlung Jabel soll nach Überlieferungen Mitte des 10. Jahrhunderts von Přibislava, einer Schwester des Königs Boleslav I. (Böhmen) oder dessen Sohn Boleslav II. (Böhmen) gegründet worden sein.
Das Wappen zeigt ein dreitürmiges Stadttor mit einer zweizinkigen Gabel in der Öffnung. Als sinnvollste Deutung des Stadtnamens erscheint die früher bedeutsame Straßengabelung, aber auch eine Ableitung von „gabela“ (d. h. Salzsteuer, Salzlager, auch Maute) ist denkbar.
Die von dem Markwartinger Gallus von Lämberg (tschechisch Havel z Lemberka, lateinisch Gallus de Yablonni) gegründete Stadt wurde erstmals 1249 urkundlich erwähnt. Dessen Gattin, die hl. Zdislava stiftete 1252 ein Dominikanerkloster mit der St.-Laurentius-Kirche. Ab der Mitte des 14. Jahrhunderts war Gabel im Besitz der Herren Berka von Dubá, von denen es an Johann Joachim von Pachta von Reihofen gelangte. Im Jahr 1419 wurde es von den Hussiten unter der Führung von Jan Žižka eingenommen und zerstört. Die vertriebenen Dominikaner kehrten nach den Hussitenkriegen zurück. Im Dreißigjährigen Krieg hatte es mehrfach zu leiden und verlor deshalb an Bedeutung. Am 11. Mai 1788 vernichtete ein großer Stadtbrand fast alle Gebäude.
Während des Siebenjährigen Krieges wurde Gabel von preußischen Truppen besetzt. In den Befreiungskriegen besetzte General Joseph Poniatowski mit polnischen Truppen die Stadt. Am 19. August 1813 hielt sich Napoleon Bonaparte auf dem Rückzug aus Russland in der Stadt auf. Im Ersten Weltkrieg befand sich bei der Stadt ein Kriegsgefangenenlager, in dem bis zu 12.000 meist russische bzw. ukrainische Soldaten interniert waren.
Die verkehrsgünstige Lage der Stadt zeigt sich u. a. an den Durchreisenden: 1564 der nachmalige Kaiser Maximilian II., 1577 Kaiser Rudolf II., 1611 König Matthias, 1617 König Ferdinand II. und 1779 Kaiser Joseph II.
Im Jahre 1901 erhielt Gabel die amtliche Ortsbezeichnung Deutsch Gabel zur Unterscheidung von Gabel an der Adler. Der amtliche tschechische Name des Ortes lautete ab dieser Zeit Německé Jablonné.
Durch die Weltwirtschaftskrise und deren Folgen wurde Deutsch Gabel und sein Umland hart getroffen. Bis weit in die 1930er Jahre hinein war der Großteil der Bewohner arbeitslos.
Am 1. Dezember 1930 hatte Deutsch Gabel 2406 Einwohner, davon 2159 (90 %) Deutsche, 180 (7 %) Tschechen und 65 (3 %) Ausländer.
Von 1938 bis 1945 gehörte Deutsch Gabel zum Landkreis Deutsch Gabel im Reichsgau Sudetenland, Regierungsbezirk Aussig, des Deutschen Reichs.
Nach dem Zweiten Weltkrieg wurde die deutschsprachige Bevölkerung aus Deutsch Gabel in Richtung Zittau vertrieben. Ihr Vermögen wurde durch das Beneš-Dekret 108 konfisziert, das Vermögen der evangelischen Kirche durch das Beneš-Dekret 131 liquidiert und die katholischen Kirchen in der Tschechoslowakei enteignet. Bis zum 31. Dezember 2006 gehörte die Stadt zum Okres Česká Lípa.

## Sehenswürdigkeiten
- Dominikanerkloster mit der Klosterkirche St. Laurentius im Baustil einer Kuppelkirche. Sie wurde 1699–1722 nach Entwurf von Johann Lucas von Hildebrandt nach dem Vorbild der Wiener Peterskirche durch den Bauherrn Franz Anton (František Antonín) Berka von Dubá (1635–1706)[8] errichtet. In einer Gruft befinden sich in einem Totenschrein die Gebeine der hl. Zdislava.
- Barocke Pestsäule von 1686 auf dem Marktplatz
- Kapelle des hl. Wolfgang
- Am westlichen Stadtrand liegt eine ca. 400 × 275 m große Parkanlage, in deren Zentrum das Schloss Nový Falkenburk (Neu Falkenburg) steht, das von Heinrich/Jindřich Berka von Dubá 1562–1572 erbaut, 1759 im Stil des Barock umgebaut wurde und nach 1890 bis 1945 im Besitz der Reichenberger Textilfabrikanten Liebieg war.
- Schloss Lemberk
- Zdislavabrunnen
- Dreifaltigkeitssäule im Stil der Frühbarock

## Ortsansichten

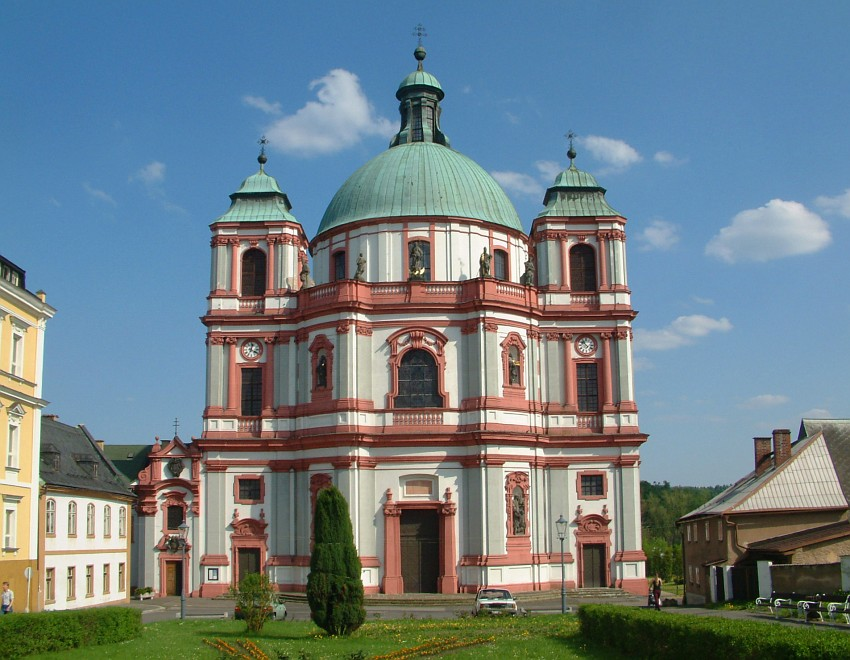
Klosterkirche St. Laurentius
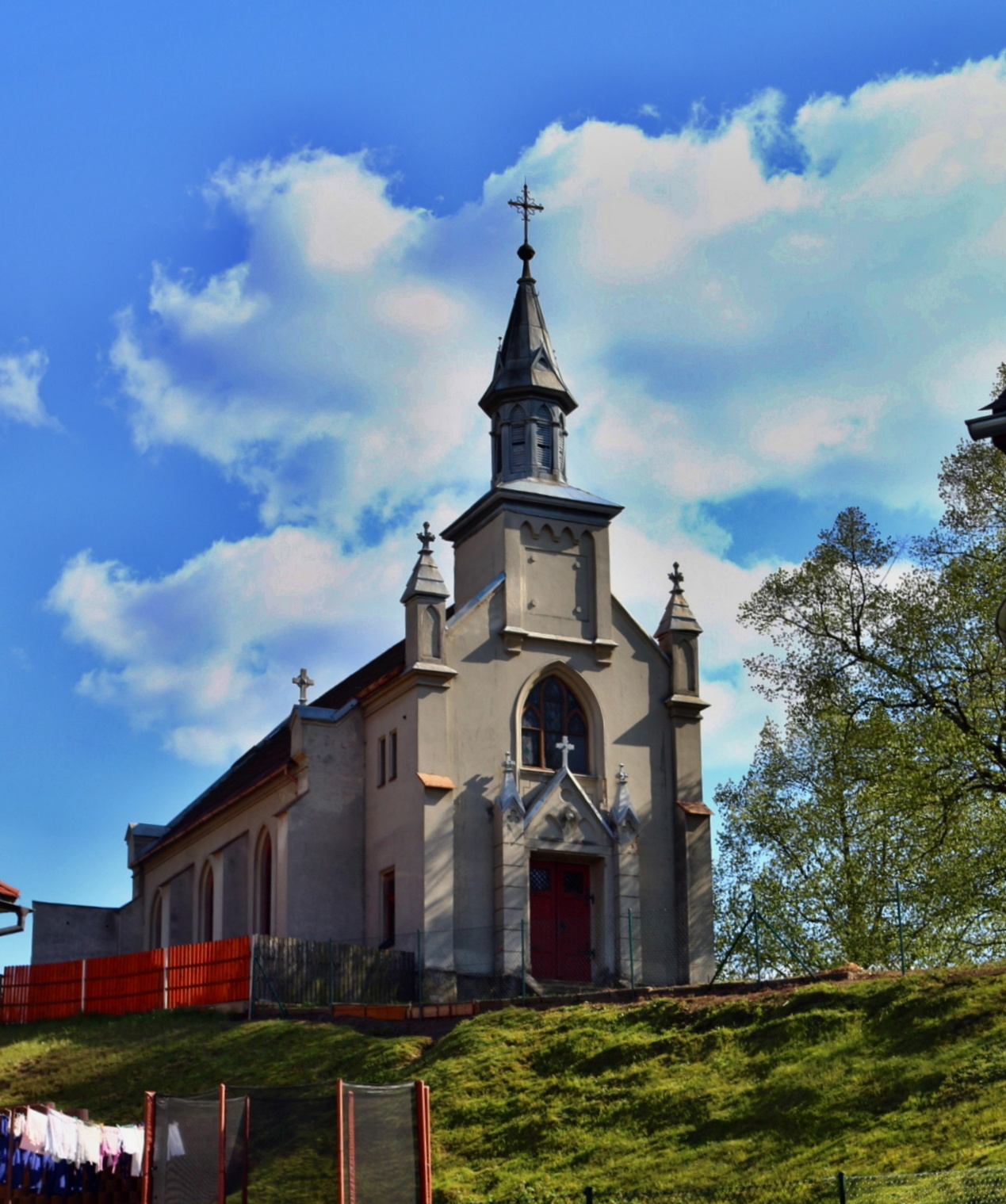
Deutsche evangelische Kirche
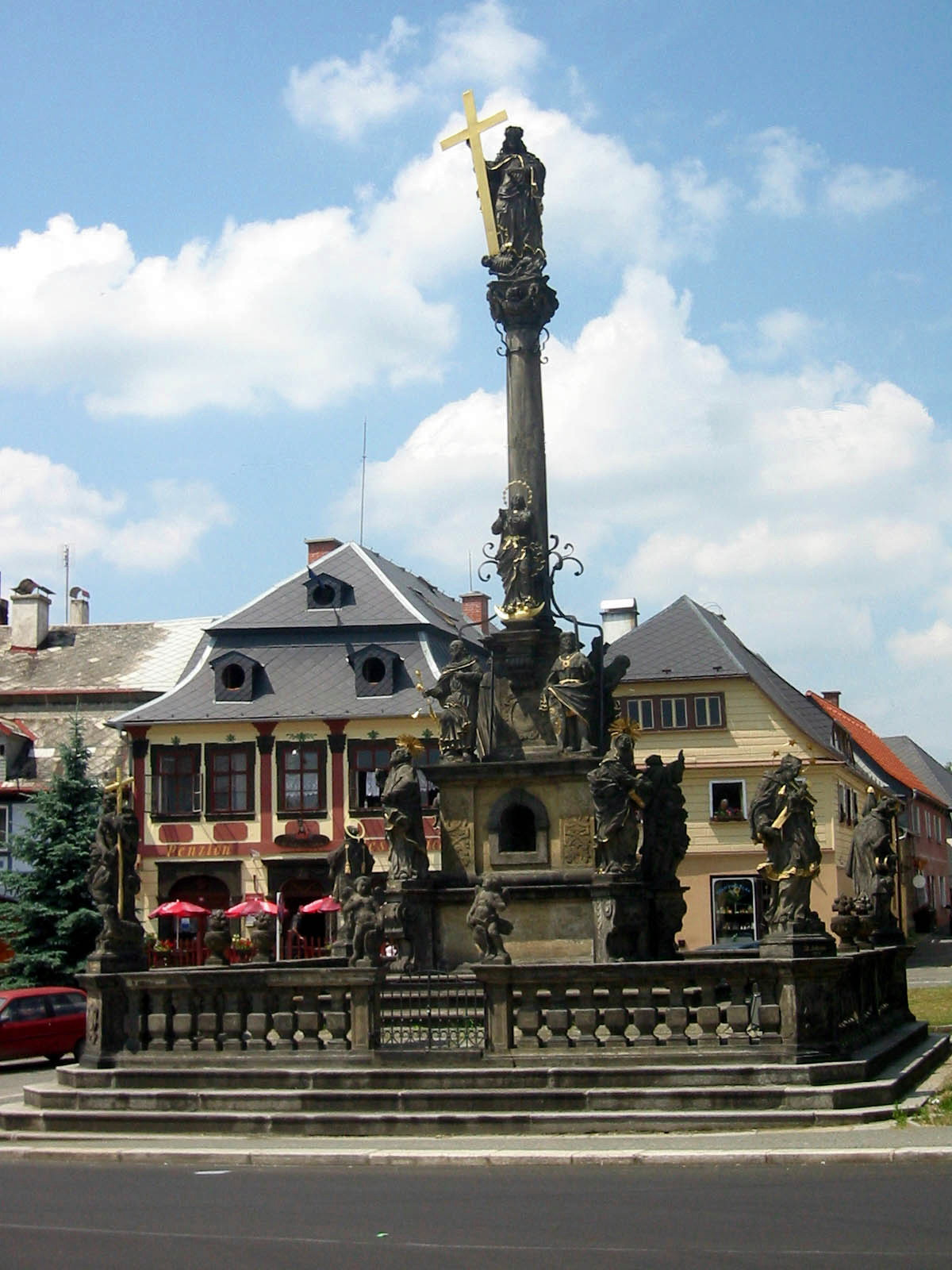
Pestsäule
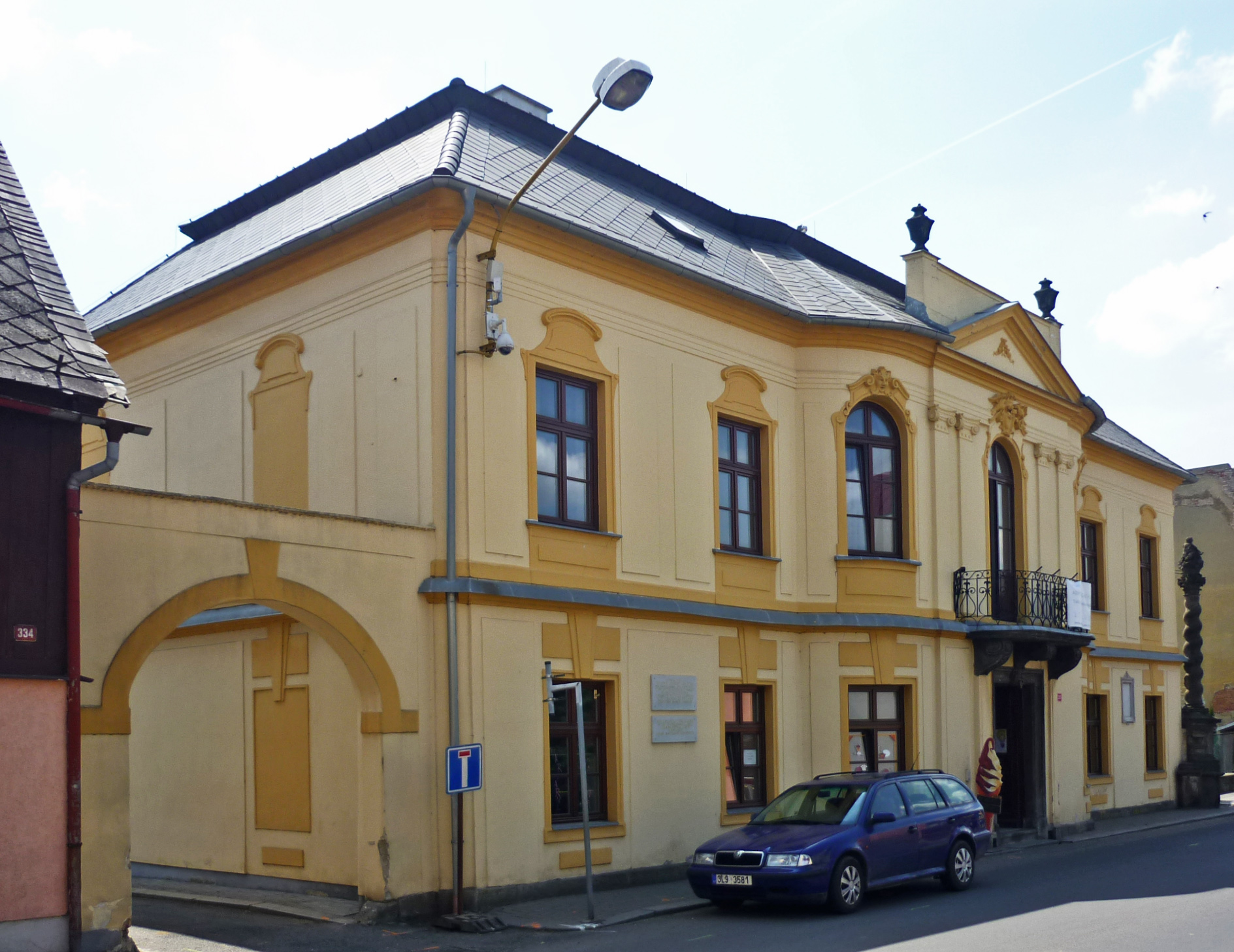
Pachta-Jagdschlösschen
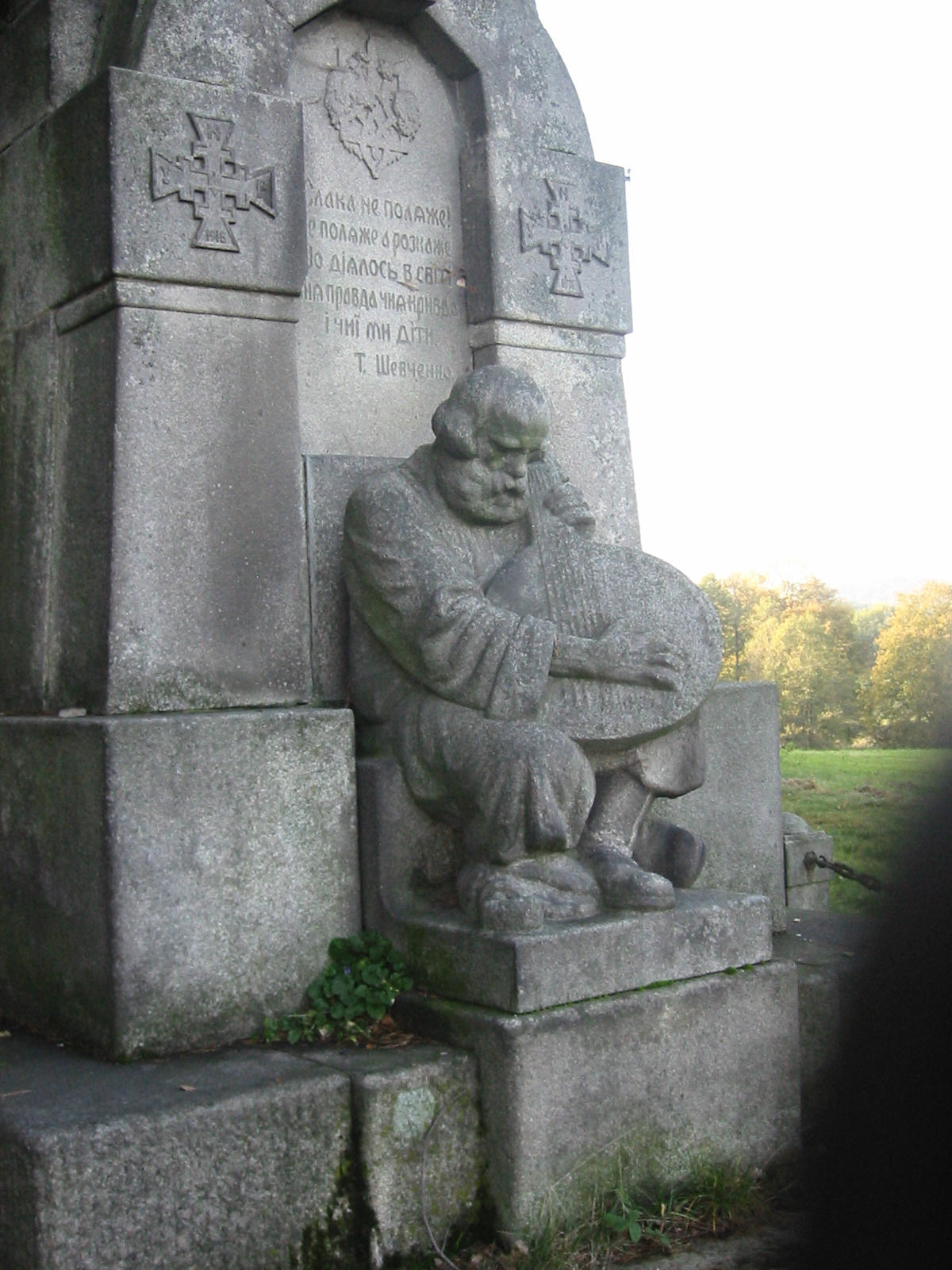
Denkmal für die ukrainischen Gefangenen in Hermsdorf

## Demographie
| Jahr | Einwohner | Anmerkungen         |
| ---- | --------- | ------------------- |
| 1830 | 2.135     | in 371 Häusern      |
| 1895 | 2.330     | [ 7 ]               |
| 1900 | 2.623     | deutsche Einwohner  |
| 1930 | 2.406     | davon 180 Tschechen |
| 1939 | 2.160     | [ 12 ]              |

| Jahr      | 1970 | 1980 | 1991 | 2001 | 2003 |
| --------- | ---- | ---- | ---- | ---- | ---- |
| Einwohner | 3919 | 4080 | 3824 | 3690 | 3699 |

## Persönlichkeiten
- Georg Tectander von der Jabel (1581–1614), deutscher Persienreisender, Gesandter des Kaisers Rudolf II.
- Johann Jeremias Ergert (1730–1798), Manufakturbesitzer, Zunftmeister und Gemeindeältester der Stadt
- Franz Ergert (1758–1831), österreichischer Fabrikant und Pionier der Industrialisierung
- Karl von Ergert (1795–1865), österreichischer Kavallerie-Offizier
- Wilhelm Ergert (1819–1892), Tuch-Fabrikant und Bürgermeister der Stadt (1850–1851; 1858–1871)
- Anton Ergert (1826–1888), Kaufmann, erster Stadtrat und Bezirksschulrat
- Louis Fleischner (1827–1896), US-amerikanischer Geschäftsmann und Politiker
- Otto Porsche (1858–1931), Maler
- Vinzenz Kraus (1865–1926),  österreichischer Lohgerber und Politiker, Abgeordneter
- Wenzel Bürger (1869–1946), Architekt
- Anton Schneider-Postrum (1869–1943), Kunsterzieher, Maler und Grafiker
- Alfred Gürtler (1875–1933), österreichischer Statistiker, Nationalökonom und Politiker (CS)
- Rudo Schwarz (1906–1983), deutscher Maler, Zeichner, Fotograf und Autor
- Kurt Nelhiebel (alias Conrad Taler, * 1927), deutscher Autor und Rundfunkjournalist (Radio Bremen)